# 瀬咲るな
瀬咲 るな（せざき るな、1984年6月10日 - ）は、日本のAV女優。
お姉さん系の女優。 企画系の作品の出演がほとんどである。
瀬崎 るなとして出演した作品がある。

## 略歴
2006年にAVデビュー。

## 作品

### アダルトビデオ
2006年
- 超ヤリ珍・ヤリマンサークル日誌5（6月10日、プレステージ）共演:新村愛
- PLAY BODY2（7月12日、プレステージ）
- 童貞の僕が近所の巨乳看護婦がいる病院に入院した。（7月20日、V&Rプロダクツ）他出演:杉浦まな、柳井ちはる
- ツンデレ女子大生中出し　長野・ツンデレ女（8月18日、ピエロ）
- 制服少女生注入!3（8月19日、オアシス）
- エッチなお姉さんに誘われて 23（8月19日、クリスタル映像）他出演:白鳥るり、観月若菜、根本わか、ありさ、中沢ケイ
- Fragrance 09（8月25日、YeLLOW）
- 背面騎乗　開脚列伝（9月22日、ミスター・インパクト）他出演:星沢マリ、蛯原みなみ、みほ
- 東京しろ～と LIVE 002 くびれ美脚F-cup娘 るな（9月22日、KUKI）
- エロカワスタイル ルナ（9月22日、プレステージ）
- 挑発レベルG（9月25日、ネクストイレブン）他出演:坂井あいり、南国楓、藤井彩、咲月ゆり、眞雪ゆん、上原空
- THE 中出し中毒（10月10日、麒麟堂）
- 瀬咲るなを拘束電マ 痙攣潮吹き 連続アクメ中出し（10月13日、カルマ）
- 巨乳コギャルズ健康診断（10月19日、CROSS）共演:SARINA、麻生岬、藤井彩、藤咲うらら
- 羞恥美人 Bondage Memory 痴女調教・ちちいじり（11月10日、スマイリー）
- ギャル女子高生｡池袋でレイプ｡1（11月10日、スプレステージ）共演:川野優
- レイプ中出し レイプされて中出しされる8人のギャル（11月11日、隼エージェンシー）他出演:坂下ななえ、中島あいり、栗原まあや、藤崎怜里、蒼月ひかり、はすみ、RIONA
- 強制中出し 無理矢理中出しされた7人のギャル（11月19日、ミスター・インパクト）他出演:山中梨花、華美月、舞乃るあ、澤野ゆかり、中島あいり、藤崎怜里
- レッドレディ（GIGA）
- 東京天然素材2 19歳　ルナ（11月24日、ゴーゴーズ）
- オナニスト -第15章- 40人のズリマン女（12月10日、隼エージェンシー）他多数出演
- 感じる女の表情と腋の下①（12月15日、激弾カーニバル）他出演:熊川まき、三好瑠華、夏樹ミク、椎名りく、今井みすず、西村あみ、金城姫香、吹石春奈、星川ヒカル
- エロ可愛G－パンお遊戯 Style Ⅲ（12月15日、激弾カーニバル）

2007年
- GAL’s 5 FUCK ギャル編 3（1月5日、タカラ映像）他出演:はすみ、清原りょう、山崎恭香、楓はるか
- 黒人中出し20連発（1月13日、カルマ）
- フェラコレ2007冬SP 30人のフェラジェンヌ（1月13日、隼エージェンシー）他29名出演
- キスマニア Vol.1 （1月19日、ミスター・インパク）他多数出演
- ウチくる!?（1月26日、プレステージ）共演:小倉優香、楓はるか、矢吹怜子
- 愛妾堕淫 3（1月26日、シネマジック）
- ハイスクール！巨乳組（2月8日、V&Rプロダクツ）共演:一色あずさ、飯島夏希、吉川萌、鏡桜子
- Fragrance Best（2月25日、YeLLOW） ※総集編
- 私立IP女学院 2（3月1日、アイデアポケット）共演:SAYA、三津なつみ、堤恵利那、大木ゆい、大石もえ、姫川りな、姫野杏、島田香奈、星優乃、松野ゆい、楓はるか、海野なつ、熊川まき、鈴木ありさ、辻あずき
- レズワゴン（3月13日、カルマ）共演:川野優
- レ・ZU・ビアン（3月16日、U&K）共演:矢吹怜子
- 女子高生のおっぱいもみまくり3（3月24日、OFFICE K'S）
- 巨乳レイプ4時間 第10章 (4月12日 隼エージェンシー)他出演:美咲沙那、南野優、天咲めい、つゆの優、木村那美、速水怜、SARINA、さとう和香、蒼月ひかり、中島あいり、栗原まあや
- フリップめくってロケへGO!!!（4月16日、マキシング）共演:流海
- 愛妾堕淫（4月20日、シネマジック）
- 痴女の唇と挑発淫語と接吻 瀬咲るな（5月1日、ワンズファクトリー）
- 超 極フェラ 有名女優のねっとり「超極上」フェラチオ（5月13日、カルマ）他出演:紅音ほたる、姫野愛、三津なつみ、友田真希、飯島夏希、風間ゆみ、日高ゆりあ
- 巨乳美尻　Eカップ（5月14日、実録出版）
- 中○生いじめっ子グループ（5月17日、ナチュラルハイ）共演:ほしあいな、永瀬あき、泉まりん、瀬名えみり、長瀬あずさ
- ハツウリ（6月13日、プレステージ）
- 中出し淫行ING（6月29日、ピエロ）他出演:姫野愛、大塚ひな、藤井彩、日向ありさ
- 断りきれない女たち　Ⅳ（7月25日、モデスト）他出演:れいか
- あの現役アイドルS・Mこと紺野りさ子もストップーッ! 時間よ止まれ! パート7 ～いつでもどこでもハレンチ天国～（7月27日、V&Rプロダクツ）共演:紺野りさ子、加護範子、むかいねね、桜亜美利
- TELLATIO FESTIVAL 6（8月1日、アイデアポケット） ※総集編
- 雪村春樹全集 1（8月10日、スマイリー）
- 集団網タイツTバックOL痴女（8月10日、メディアバンク）共演:小倉美穂、矢吹怜子、佐伯由美、加々美由貴
- 一般客の視線に耐えてドコまでイケる!?限界羞恥ボーリング（8月16日、ディープス）共演:高田ありさ、羽沢愛
- ラブレズ　姫野愛・瀬咲るな（8月19日、みるきぃぷりん♪）共演:姫野愛
- エロカワスタイルSP（9月21日、プレステージ）他出演:はすみ、彩乃零、愛川京香、楓はるか、菅原まさみ
- W 連続真正中出し 姫野愛・瀬咲るな（10月19日、みるきぃぷりん♪）共演:姫野愛
- 巨乳中出しクリニック（11月1日、ヴィ）共演:Rico、葉月奈穂、早坂めぐ、さとう和香
- COSTUME PLAY LESBIAN ガン●ムキャラ　淫欲の愛戦士（11月7日、麒麟堂）共演:姫野愛
- BLACK PARTY HARDOCRE 黒人、レズ、潮吹き、乱交。（11月7日、プレミアム）共演:北崎未来、泉まりん、つゆの優
- 尻 後背位&騎乗位列伝倖田李梨､星月まゆら（11月22日、実録出版）
- 人妻海老ぞり・お宅でちょねこ（11月29日、イエローボックス）他出演:竹下あや
- V&R 2007下半期 BEST（12月20日、V&Rプロダクツ） ※総集編

2008年
- はじめましてロケットです!　ロケットおっぱい20人!女子高生・看護婦・女子社員　巨乳丸出し妄想3本立てスタートスペシャル（1月22日、ロケット）共演:一ノ瀬あきら、紅城まゆ、青山りんか、佐伯実里、友野みゆき、南芽衣奈
- 素人ギャルはエッチが大好き!! 2（1月25日、モデスト）他出演:瀬戸ひなた、元木ひなよ、れいか、愛音ゆう、那月りの
- 集団淫乱絶頂オフィ（2月1日、MOODYZ）共演:大沢佑香（晶エリー、新井エリー）、川愛加奈、藤井彩、小林美沙
- 輪姦ギャルズ～逆ギレ人妻拷問制裁～（2月2日、プレステージ）共演:小峰由衣、麻生岬
- 手コキエアライン 2（2月7日、SODクリエイト）共演:藤本千里(藤本ちさと)、小泉いずみ、工藤はな、白鳥留美、須藤香澄(須藤香澄)
- 巨乳肉奴・檻へ 5（2月19日、アート）
- CHIJYOMO.ANAL.CAM 01（2月21日、麒麟堂）共演:姫野愛
- 極上ベロベロリラックス　～芯まで癒すリップマッサージサロン～（2月25日、しのだプロジェクト）共演:藤井彩、真鍋美奈、一ノ瀬あきら、星優乃
- 爆乳女教師ｖｓ中○生　アクメバトルロワイヤル（3月1日、ヴィ）共演:早坂めぐ、葉月奈穂、Rico、さとう和香
- エロエロ育成推進校シリーズ Hな○学生に育てます（3月6日、V&Rプロダクツ）共演:鳴海せいら、園原みか、上原優
- 極選グラマラスボディーズ　Vol.01（3月15日、ネクストイレブン）他出演:岡本渚、眞雪ゆん、天乃みお、蓮条みなみ
- 素人ギャルハメMAX（3月15日、ネクストイレブン）他出演:南国楓、沢井真帆、彩美、工藤アリス、さくらの
- セーラー服援交日記（4月2日、プレステージ）他出演:京本かえで、吉川萌、広瀬未来、涼宮ラム、瀬戸えり
- 生姦、中出し、完熟ボディ。（5月7日、プレミアム）
- カワイイ子だけに中出ししちゃいました。 4時間 3（5月7日、TMA）他出演:葉山リカ、今井みすず、さくらの、川愛加奈、一色あずさ
- 巨乳美尻（5月22日、実録出版）
- イチオシ!!!ナンパ素人援交　上玉RANKING（6月3日、プレステージ）他出演:京本かえで、吉川萌、天咲めい、藤崎怜里、麻生岬、黒川梨花
- おねギャル騎上位FUCK（6月6日、GLAY'z）他出演:蛯原みなみ、星沢マリ、彩乃零、山咲センリ、星野まりん、伊藤あい
- 巨乳携帯ショップ（7月23日、V&Rプロダクツ）共演:花野真衣、紅りんご、羽田未来、宮崎香穂
- Sex Machine 電マレイプ（7月25日、アリーナエンターテインメント）他出演:上野優、長谷川なぁみ、柊美緒
- 巨乳・爆乳　乳舐め吸い 2（8月8日、映天）他出演:浅田ちち、小澤新音、篠田まい、浜崎りお、蜜井とわ、片瀬りこ、里原あみ、吉沢千里、西木美羽、芹沢優華、木原アリア
- 麗しの巨乳若妻。るな（10月5日、光夜蝶）
- 究極の妄想発明シリーズ第9弾 時間が止まる腕時計 パート2 （10月9日）
- 俺たち!透明人間!いたずらし隊（10月5日、V&Rプロダクツ）他出演:桃咲まなみ、彩弓、雨宮ゆん、熊田まき、竹内梨乃、桜井海
- Live 磔（10月17日、スマイリー）共演:風野チカ
- 薬漬けマンコ 全身クリトリス・淫乱パーティ（10月19日、ドグマ）共演:北田優歩
- 割り切り不倫でお願いしました 01（10月23日、サムシング）
- 集団Tバック痴女18人大乱交Special（10月24日、メディアバンク）
- 挑発痴女のベロちゅうと淫語 4時間（11月1日、ワンズファクトリー） ※総集編
- キャバ嬢とアフター 3（10月31日、アットワンコミュニケーション）他出演:結城かれん、叶夢
- 本番高級デリヘル嬢 vol.2（11月25日、サムシング）
- 美女エステ中出し完全盗撮 8（12月6日、ラハイナ東海）
- イッても止めない天然痴女子校生の淫語手コキ責め 2（12月6日、ラハイナ東海）
- 姦 かんき 鬼 '08-2（12月9日、アート）他出演:若槻朱音、上原美菜、木下ナナ、栗原成美、城本久美、佐々木かおり、瀬名ミリヤ、水上結衣、南ゆう

2009年
- 集団巨乳ナース乱交痴女（3月19日、CROSS）共演:一輝ゆきな、鈴香音色、橘花梨、西尾美沙
- 女刑事狂乱拷問事件簿 From HYPER DELICIOUS AWABI Zero 人生最悪、屈辱の日 Spiral-2 ～瀬咲ルナの記録～（4月18日、BabyEntertainment）
- 生中出し×卑猥ゴックン 淫乱BODY大乱交SPECIAL（4月19日、エムズビデオグループ）共演:花野真衣、小春
- 第1回 男優-1GP 覇根。（4月19日、ROOKIE）他出演:南まりん、辻さき、鷹宮りょう、赤西涼、大槻ひびき、仲村ろみひ、宝生優果
- DOUBLE手コキ二輪車（5月1日、GLAY'z）共演:叶麗子、滝沢優奈、速水怜、鷹宮りょう、羽田未来
- 淫らな制服SP. 本当はHなOLたち（5月1日、GLAY'z）共演:羽田未来、まどかみれい、鷹宮りょう、鈴菜夢可
- 女だけのペニバン乱交巨乳レズ（5月19日、CROSS）共演:岡田あい、辻本りょう、真中ゆかり、神田ゆりあ
- 制服美人お姉さん26人の、濃厚スペルマごっくん手コキ240分! (5月19日、ROOKIE)他25名出演
- 悩殺痴女教師のグチョ濡れオメコ（5月29日、アットワンコミュニケーション）他出演:@YOU、水無月レイラ
- 近親相姦 VOL.22（6月18日、グローリークエスト）共演:雪野ひかる
- 騎乗位バッカ（7月2日、グローリークエスト）他出演:春風えみ、星名麗、早乙女美奈子、浅倉彩音
- BOIN!!（7月31日、アットワンコミュニケーション）他出演:@YOU、水無月レイラ

2011年
- 雪村春樹名作集 壱!!（11月13日、販売元：赤ほたるいか/妄想族ブラックレーベル、AKHO-020）出演：瀬咲るな・ 桜沢まひる・佐藤あや・MIHARU・国仲みさと・笠木忍